# 弗罗默旅行指南
弗罗默旅行指南（英語：Frommer's）是一个旅行指南系列丛书，由亚瑟·弗罗默创始于1957年，目前已扩大到包括14个系列，350多种旅游指南，以及其他媒体，包括网站。2007年，弗罗默庆祝其成立50周年。自从2007年5月，亚瑟·弗罗默一直在弗罗默网站 积极 博客 关于旅游。